# بخش اسونیونا
بخش اسونیونا (به سوئدی: Svenljunga kommun) یک ناحیه شهری در سوئد است که در شهرستان وسترا گوتلاند واقع شده‌است.